# Sleepy Hollow (Illinois)
Sleepy Hollow é uma vila localizada no estado americano de Illinois, no Condado de Kane.

## Demografia
Segundo o censo americano de 2000, a sua população era de 3553 habitantes.
Em 2006, foi estimada uma população de 3704, um aumento de 151 (4.2%).

## Geografia
De acordo com o United States Census Bureau tem uma área de
5,2 km², dos quais 5,2 km² cobertos por terra e 0,0 km² cobertos por água.

## Localidades na vizinhança
O diagrama seguinte representa as localidades num raio de 8 km ao redor de Sleepy Hollow.